# Битка код Посаде
Битка код Посаде вођена је од 9. до 12. новембра 1330. године између војске Краљевине Угарске под Карлом Робертом са једне и влашке војске под командом Басараба са друге стране. Завршена је влашком победом.

## Увод
Поједини историчари сматрају да су Влахе помагали Кумани. Ипак, у угарској војсци учествовало је мноштво Кумана, те је оваква претпоставка мало вероватна. Године 1324. Влашка је била у вазалним односима према Угарској. Карло Роберт је Басараба називао "нашим трансилванијским војводом". Рат је отпочео на подстрек извесног Дионисија, који је касније носио титулу северинског бана. Басараб је нудио Карлу мир, данак од 7.000 сребрних марака, предају Северина и свог сина као таоца. Према Мађарској илустрованој хроници, Карло је изјавио да ће Басараба "извући из планина, вукући га за браду". Саветници су Карла опомињали да прихвати понуду, али је овај одбио и сакупио војску од 30.000 људи са којима је продро у Влашку. Басараб није смео прихватити битку на отвореном пољу, већ се повлачио ка Трансилванијским Алпима. Карло заузима Куртеу де Арђеш, Басарабову престоницу, настављајући да га гони.

## Битка
Место на коме се одиграла битка није сасвим поуздано и око убификације се разилазе мишљења историчара. Део историчара сматра да се битка одиграла негде код Ловишта, у планинским клисурама, у области Олте. Румунски историчар Неагу Ђувара сматра да се битка одиграла негде на граници Олтеније и Северина. Влашку војску предводио је Басараб лично. Бројала је нешто мање од 10.000 људи, подељених у коњицу, пешадију и стрелце. Битка се завршила одлучном победом Влашке. Карло Роберт је касније, у једној својој повељи од 13. децембра 1335. године, изјавио како му је неки Никола, син Радославов, спасао живот тако што га је бранио од напада пет влашких ратника, дајући му времена да побегне. Већина Мађара страдала је на бојном пољу. Погинуло је бројно племство, а међу жртвама је био и трансилванијски војвода и свештеник који је пратио краља.

## Последице
Битка код Посаде представља почетак непријатељских односа између Краљевине Угарске и Басарабове Влашке. Овај период трајаће до 1344. године када је Басараб послао свога сина Александруа као таоца Мађарима како би се односи нормализовали. Финансијска моћ Угарске омогућила јој је да брзо обнови војску која је у бици код Посаде уништена. Она се већ 1337. године налази у рату са Светим римским царством.